# ثيلاكافاتي
ثيلاكافاثي (أو ثيلاجافاثي) (تاميل: ஜி. திலகவதி) هي ضابطة شرطة وكاتبة من ولاية تاميل نادو، الهند.

## سيرتها الشخصية
ولدت ثيلاكافاتي وأكملت تعليمها في مقاطعة دارمابوري في تاميل نادو. وهي خريجة كلية أوكسيليوم وكلية فيلور وستيلا ماريس، تشيناي.
في عام 1976م، أصبحت أول ضابطة في خدمة الشرطة الهندية (IPS) من ولاية تاميل نادو.
بدأت حياتها المهنية كمساعد مشرف لمركز الشرطة القائمة بخدمته في فيلور وبعد ذلك (تيروتشيرابالي)، عملت لاحقًا كنائب مفوض لشرطة (تشيناي) ومشرفة في قسم الإمدادات المدنية وجناح التحقيق في الجرائم التجارية، قبل أن يتم ترقيتها إلى رتبة نائب المفتش العام (DIG)، بينما تم تعيينها في السكك الحديدية في أوائل عام 1993م في وقت لاحق من ذلك العام، تم تعيينها في (DIG) لمجموعة (تشينغالباتو-MGR)، التي غطت مناطق تشينغالباتو
الشرقية والغربية، وجنوب أركوت. وفي هذه العملية أصبحت أول امرأة (DIG) للدولة. وفي عام 2007م، تمت ترقيتها إلى منصب مدير عام إضافي للشرطة (ADGP). في عام 2010م، تم تعيينها كرئيسة لمجلس توظيف الخدمات الموحدة في تاميل نادو، بعد حصولها على ترقية إلى رتبة مدير عام للشرطة.

### حياتها ككاتبة
في عام 1987م، نُشرت قصتها القصيرة الأولى في ديناكرن. أول مجموعة قصصية لها نُشرت في شكل كتاب كانت «همومو سوريان». هي كاتبة غزيرة الإنتاج كتبت أكثر من 300 قصة قصيرة وعدد من الروايات والقصائد. فازت قصتها القصيرة هل ستختفي الشمس و «كوينز لا تبكي» بجائزة حكومة تاميل نادو لأفضل قصة قصيرة لعامي 1988-1989م.
تم تحويل روايتها «فتاة باتيني» (1983م) إلى فيلم. وتم تبني بعض أعمالها بما في ذلك «فاتك الكلمة» و «الملكات لا تبكي» و «ثلاثون كرور وجوه» للتلفزيون. هي أيضًا مترجمة لـساهيتيا أكاديمي وقد ترجمت «خطوط الظل» و «صوت سقوط الأوراق»، «جوفارتان رام»، 50 قصة قصيرة إلى التاميل. وفي عام 2005م، حصلت على جائزة ساهيتيا أكاديمي عن التاميل عن روايتها كالمارام (شجرة الحجر).

## إجزاء من أعمالها

### الروايات
- كالمارام
- فاتك الكلمة
- ثلاثون كرور وجوه
- غدا مملكتي
- فتاة باتيني
- النجم الحالم
- يوميات الروح - بضعة أسابيع
- انا لك

### مجموعات القصص القصيرة
- الملكات لا تبكي
- شمس ثومو

### مجموعات شعرية
- موجة المد والجزر